# Amatersko prvenstvo Francije 1936
Amatersko prvenstvo Francije 1936 v tenisu.

## Moški posamično
Gottfried von Cramm :  Fred Perry 6-0, 2-6, 6-2, 2-6, 6-0

## Ženske posamično
Hilde Sperling :  Simone Mathieu 6-3, 6-4

## Moške dvojice
Jean Borotra /  Marcel Bernard :  Charles Tuckey /  Pat Hughes  6–2, 3–6, 9–7, 6–1

## Ženske dvojice
Simone Mathieu  /  Billie Yorke :  Susan Noel /  Jadwiga Jędrzejowska 2–6, 6–4, 6–4

## Mešane dvojice
Billie Yorke /  Marcel Bernard :   Sylvie Jung Henrotin /  Martin Legeay  7–5, 6–8, 6–3